# Richard Meier (Fußballspieler)
Richard Christian Meier (* 11. Februar 2004 in Burg) ist ein deutscher Fußballspieler.

## Karriere
Nach seinen Anfängen in der Jugend des Burger BC 08 wechselte er im Sommer 2018 in die Jugendabteilung des 1. FC Magdeburg. Nach 19 Spielen in der A-Junioren-Bundesliga, bei denen ihm neun Tore gelangen, wurde er im Sommer 2022 in den Kader der zweiten Mannschaft in der Verbandsliga Sachsen-Anhalt aufgenommen. Mit seiner Mannschaft stieg er am Ende der Saison 2022/23 in die Oberliga Nordost auf.
Nach 17 Toren in 24 Ligaspielen wechselte er im Sommer 2023 zum Drittligisten SV Sandhausen. Dort kam er auch zu seinem ersten Einsatz im Profibereich, als er am 18. August 2023, dem 2. Spieltag, beim 1:0-Heimsieg gegen Dynamo Dresden in der 81. Spielminute für Christoph Ehlich eingewechselt wurde. Mit Sandhausen gewann er 2024 den badischen Landespokal. Im Sommer 2025 verließ er Sandhausen nach dem Abstieg in die Regionalliga und wechselte zur zweiten Mannschaft des FC Bayern München.